# 謝依旻
謝 依旻（しぇい いみん、1989年11月16日 - ）は、台湾出身の囲碁女流棋士。日本棋院所属、七段。黄孟正九段門下。 
名誉女流本因坊・名誉女流名人・名誉女流棋聖の称号を保持。史上初の女流五冠独占、女流グランドスラム達成などを誇り、女流タイトル獲得数歴代1位。非公式戦ではあるものの、第1回若鯉戦で女流棋士史上初の男女混合棋戦優勝。2006年より棋道賞女流賞を7年連続、通算9度受賞。2010年・2011年に女流棋士史上初の棋道賞優秀棋士賞を受賞。

## 略歴
5歳から兄の通っていた囲碁教室で囲碁を始める。7歳の時に、韓国で行われた四都市対抗少年少女囲碁団体戦に台北チームの五将として出場し、3戦全勝する。8歳の海峰杯全国児童囲碁大会で優勝したのをきっかけに、鄭銘琦に目を掛けられ、当時日本棋院院生師範だった黄孟正を紹介され2002年に日本棋院の院生になる。
2004年に入段。14歳4ヵ月でのプロ入りは、当時女流棋士最年少記録。また女流棋士特別採用ではなく、男女混合の一般採用試験の結果によるプロ入りであり、女流棋士で本選リーグより入段したのは、加藤啓子以来5年ぶり4人目、台湾からの女流棋士は、潘坤鈺（古川こんゆ）に次ぐ2人目となった。
2006年、若鯉戦初代優勝者となる。30歳・五段以下という条件付の棋戦ではあるが、男女混合の棋戦で女流棋士が優勝したのは、日本棋院史上初である。同年、女流最強戦にも優勝。女流棋戦初タイトル奪取と同時に女流公式棋戦の最年少獲得記録（17歳1ヵ月）となった（以前の記録は中澤彩子の19歳1ヵ月）。これらの活躍により、棋道賞女流賞を獲得した。
2007年、自身初のNHK杯テレビ囲碁トーナメント（第55回）に女流最強位として出場。4月1日一回戦第一戦として放送され、林子淵に10目半勝ちし、2回戦に進出するも王立誠に敗れる。女流本因坊戦本戦初出場で矢代久美子を破り、タイトル奪取（17歳11ヵ月・史上最年少女流本因坊）。他に敗者復活戦から女流名人戦挑戦者になるなどの活躍を見せ、勝ち星ランキング3位（女流では1位）となる40勝16敗の好成績を残し2年連続の棋道賞女流賞を獲得した。
2008年、リコー杯ペア碁選手権戦では河野臨天元とのペアで準優勝。女流名人を獲得し小林泉美に次ぐ歴代2人目の女流本因坊・名人となり、女流4大タイトル制覇（残るは女流棋聖）に王手をかける。女流本因坊戦の防衛・日本棋院主催の女流棋戦大和証券杯ネット囲碁レディースで優勝など良績を残し、3年連続の棋道賞女流賞並びに棋道賞新人賞を受賞。第10期女流最強戦では2年ぶりの決勝進出も、加藤啓子に2連敗で敗退。第33期新人王戦予選突破、本戦初出場（第34期よりシード棋士となる）。賞金ランキングで自己初のトップ10入り（女流棋士だけでなく全棋士のランキングで）。
2009年、前年保持したタイトルの全てで防衛に成功する。（女流名人戦知念かおり、女流本因坊戦青木喜久代）大和証券杯ネット囲碁レディース2連覇。第57回NHK杯テレビ囲碁トーナメントでは、山田規喜・溝上知親に勝ち、優勝する結城聡に敗れるも自身最高の、3回戦（ベスト16）に進出した。また4年連続となる棋道賞女流賞を受賞した。

### 2010年代
2010年1月28日、梅沢由香里から2-0のスコアで女流棋聖位を奪取し、史上初の女流三冠独占を果たす（女流本因坊、女流名人、女流棋聖）。終局直後のインタビューでは、重圧からの解放と念願のグランドスラム達成に涙を流した。その後、2連覇中のネット囲碁レディースでは本戦1戦目で奥田あやに敗退。シード棋士として、第1回おかげ杯本戦出場（出場歴は3回連続中）。女流本因坊・女流名人では、向井千瑛の挑戦を退け、棋界初の名誉女流本因坊に王手を掛ける。これら活躍により、女流初の棋道賞優秀棋士賞と5年連続棋道賞女流賞を受賞した。
2011年、王銘琬とのペアでペア碁選手権戦で優勝。女流棋聖戦では、梅沢由香里の挑戦を2-0で退け、女流歴代トップタイのタイトル10期となる。（他に杉内寿子、青木喜久代、小林禮子、小林泉美）。女流名人戦では、3月2日挑戦者向井に第1局で敗れ、第2局の3月11日は日本棋院東京本院で対局をしていたが、東北地方太平洋沖地震に見舞われ、女流名人戦初の打ちかけとなった。この勝負は3月24日再開され、謝が勝利した。3月25日、1勝1敗の五分の星で迎えた第3局を中押しで勝ち、女流歴代単独トップのタイトル11期を達成。また、2年連続で向井千瑛を挑戦者に迎えた女流本因坊戦では10月24日に3－1で向井を降し、史上初の5連覇を達成して名誉女流本因坊資格を得る。これらの活躍により、棋道賞特別賞、棋道賞優秀棋士賞と6年連続の棋道賞女流賞を受賞した。第59回NHK杯テレビ囲碁トーナメントでは、3回戦で山田規三生NHK杯に中押し勝ちし、女流初のNHK杯8強入り。4強入りを賭けた準々決勝では羽根直樹碁聖と対戦したが、中押し負けに終わった。
2012年、前年に引き続き王銘琬とペア碁選手権戦で優勝。女流棋聖戦では、通算女流タイトル10期の実力者・青木喜久代の挑戦を受ける。初戦を勝つも、2・3戦目を落とし女流棋聖から陥落。女流三冠は2年で終了した。続く女流名人戦では、3年連続となった向井千瑛の挑戦を2-0で退け、5連覇を達成。この勝利により史上初の名誉女流名人を名乗る資格を得る。高梨聖健、瀬戸大樹と3人で、音楽ユニットMONOTONEを結成。i★GOにて、CDデビューを果たす。同作ではヴォーカルの他、中国語訳詞とイメージDVDでは演技に挑戦している。
2013年、女流棋聖戦では、前年に謝からタイトルを奪取した青木喜久代に挑戦。2連勝で復位と同時に女流三冠に返り咲き、タイトル15期に自身の記録を更新した。2連覇でペア解消し、新たにペアとなった小林覚とペア碁選手権で優勝。11月27日、女流本因坊戦で向井千瑛の挑戦を受け2勝3敗で敗れ、最多連覇記録6で終了とともに8ヵ月あまりで再び二冠に後退した。
2014年、女流棋聖戦では前年と同じ相手である青木喜久代の挑戦を2連勝で防衛。3月24日、加藤啓子の挑戦を2-1で退け、女流名人位7連覇を果たした。
2015年11月、女流本因坊戦で藤沢里菜を3勝2敗で勝利し3年ぶりに女流本因坊を獲得。賞金ランキング自己最高の5位。
2016年3月、平安女学院大学文化創造センターの客員教授を委嘱される。女流名人戦では青木喜久代の挑戦を2-1で退け9連覇。女流棋聖戦では吉原由香里に対し2連勝し3連覇を果たす。6月に会津中央病院杯に初優勝。更に7月にはこの年から創設された扇興杯にも優勝。女流タイトル5冠の独占を達成した。しかし10月24日、女流本因坊戦で藤沢里菜に1勝3敗で敗れタイトルを失う。賞金ランキング2年連続の5位。
2017年2月、女流棋聖戦ではタイトル戦初挑戦の牛栄子を2勝1敗で下し防衛し5連覇により、史上初の名誉女流棋聖の有資格者となる。しかし、女流名人戦では藤沢里菜の挑戦を受け0勝2敗で敗退、女流立葵杯（旧会津中央病院杯）でも藤沢の挑戦を受け1勝2敗で敗退と立て続けに失冠。トーナメント制の扇興杯では決勝戦に進出したが、ここでも藤沢との対戦となり敗退、女流5冠の独占から一転して女流棋聖のみの1冠となり、逆に藤沢が女流4冠を保持する状況となった。11月の女流本因坊戦では藤沢に挑戦して3勝2敗で勝利し女流本因坊のタイトルを奪取、意地を見せた。
2018年1月、5連覇中の女流棋聖戦でタイトル戦初挑戦の上野愛咲美を迎えるが、0勝2敗で敗れ失冠。12月、女流本因坊戦でも藤沢里菜に1勝3敗で敗れ無冠となる。長年女流囲碁界を牽引し続けてきた謝であったが、2007年10月の女流本因坊獲得以来続けてきた女流タイトル保持が途絶え、11年1か月ぶりに無冠となった。
2019年2月、第31期女流名人戦で藤沢里菜女流名人に挑戦するも1勝2敗で敗れ、奪取には至らず。また、第4回扇興杯では決勝戦まで進出するも、ここでも決勝戦で藤沢に敗れ、2019年もタイトル獲得には至らなかった。一方で12月23日、第39期女流本因坊戦予選決勝で知念かおり六段に勝利し自身通算400勝目（278敗）を挙げた。入段から15年8か月、30歳1か月での400勝到達はいずれも日本棋院の女流棋士では最短・最年少記録。

### 2020年代
2020年、扇興杯では2年連続決勝に進出も上野愛咲美に敗れ、他棋戦では挑戦に至らなかった。
2021年、第47期名人戦最終予選で決勝まで進出するも、伊田篤史に敗れて女流棋士初の名人戦リーグ進出を逃した。

## 良績

### 獲得タイトル
他の棋士との比較は、囲碁の女流タイトル在位者一覧 を参照。
| タイトル              | 番勝負           | 獲得年度      | 登場 | 獲得期数          | 連覇        | 名誉称号       |
| 女流本因坊            | 五番勝負 10‐11月 | 2007-12,15,17 | 11   | 8期 (歴代1位タイ) | 6 (歴代1位) | 名誉女流本因坊 |
| 女流名人              | 三番勝負 3月     | 2008-16       | 10   | 9期 (歴代1位)     | 9 (歴代1位) | 名誉女流名人   |
| 女流立葵杯            | 三番勝負 6‐7月   | 2016          | 4    | 1期               |             |                |
| 女流棋聖              | 三番勝負 1-2月   | 2010-11,13-17 | 9    | 7期 (歴代1位)     | 5 (歴代1位) | 名誉女流棋聖   |
| 扇興杯                | 決勝一番 7月     | 2016          | 4    | 1期               |             |                |
| 獲得合計27期＝歴代1位 |                  |               |      |                   |             |                |

- 東京精密杯女流プロ最強戦 1期（2006年）

### 非公式戦
- 若鯉戦 1期（非公式戦、第1回）
- 大和証券杯ネット囲碁レディース 2期（第2回 - 3回）（非公式戦）
- ペア碁選手権戦 3期（非公式戦、2011-2年度 王銘琬とのペア、2013年度 小林覚とのペア）
- フマキラー囲碁女流ブレーンズマッチ1回（非公式戦、第1回）

### その他主要な良績
- 2006年：第3回中野杯U20選手権準優勝（優勝は井山裕太七段）
- 2008年：第10期女流最強戦準優勝
- 2008年：第1回ワールドマインドスポーツゲームズ男女ペア戦銀メダル（周俊勲と中華台北代表ペアで出場）[14]
- 2009年：第4回大和証券杯ネットオープン本戦入り（非公式戦)
- 2009年：第4回若鯉戦3位（非公式戦）
- リコー杯ペア碁選手権戦準優勝（2008年度（河野臨）・2009年度（井山裕太））
- 2010年：第16回アジア競技大会囲碁種目 女子団体戦銅メダル（黒嘉嘉、張正平、王景怡と中華台北代表）
- 2012年：第8回大和証券杯ネットオープン本戦入り（公式戦)
- 2007年：賞金ランキング第14位、女流第1位（2006年は第23位、女流第3位）
- 2008年：賞金ランキング第10位、女流第1位（女流棋士で初めてトップ10入り）
- 2009年：賞金ランキング第9位、女流第1位
- 2010年：賞金ランキング第8位、女流第1位
- 2011年：賞金ランキング第6位、女流第1位（2027万）★女流棋士で初めて賞金2千万円突破
- 2012年：賞金ランキング第7位、女流第1位
- 2013年：賞金ランキング第6位、女流第1位（☆7年連続女流第1位）
- 2014年：賞金ランキング第9位、女流第2位
- 2015年：賞金ランキング第5位、女流第1位
- 2016年：賞金ランキング第5位、女流第1位
- 2017年：賞金ランキング第8位、女流第2位（☆10年連続トップ10入り）

### 受賞履歴
- 2006年：棋道賞女流賞
- 2007年：棋道賞女流賞
- 2008年：棋道賞女流賞、棋道賞新人賞
- 2009年：棋道賞女流賞
- 2010年：棋道賞優秀棋士賞（★女流棋士受賞は初めてとなる）、棋道賞女流賞
- 2011年：棋道賞特別賞、棋道賞優秀棋士賞（☆2年連続受賞）、棋道賞女流賞
- 2012年：棋道賞女流賞(☆７年連続受賞)
- 2015年：棋道賞女流賞
- 2016年：棋道賞女流賞

## 昇段履歴
- 2002年 院生
- 2004年 初段
- 2005年 二段（賞金ランクによる）
- 2006年 三段（賞金ランクによる）
- 2008年 四段（賞金ランクによる）
- 2010年 五段（賞金ランクによる）
- 2012年 六段（賞金ランクによる）
- 2021年 七段（勝数規定）[15]

## 年表
| - タイトル戦の欄の氏名は対戦相手。うち、色付きのマス目は獲得（奪取または防衛）。色付きは名誉称号獲得。青色は挑戦者または失冠。黄色はリーグ入り。 - 棋道賞は、最優 : 最優秀棋士賞、 優秀 : 優秀棋士賞、 特別 : 特別賞、勝率 : 勝率一位賞、 勝利 : 最多勝利賞、 対局 : 最多対局賞、 連勝 : 連勝賞、国際 : 国際賞、 新人 : 新人賞、 女流 : 女流賞、秀哉 : 秀哉賞 - 賞金&対局料は、年度区切りではなく1月 - 12月の集計。単位は万円。色付きの年は全棋士中1位。緑は女流棋士1位。 - 女流〇冠は、各年間内で最大保持数時の女流タイトル数（三冠以上） |

|        | 女流棋聖            | 女流名人             | 女流立葵杯   | 扇興杯       | 女流本因坊             | 他棋戦 (非公式戦) | 棋道賞         | 賞金 対局料 | 備考     |
| ------ | ------------------- | -------------------- | ------------ | ------------ | ---------------------- | ----------------- | -------------- | ----------- | -------- |
| 1-2月  | 4月                 | 6月                  | 7月          | 10-11月      |                        | 他棋戦 (非公式戦) | 棋道賞         | 賞金 対局料 | 備考     |
| 2005年 |                     | （未参加）           |              |              |                        |                   |                |             |          |
| 2006年 |                     |                      |              |              |                        | (若鯉) 最強戦     | 女流           |             |          |
| 2007年 |                     |                      |              |              | 矢代久美子 ooo         |                   | 女流           | 1091 (14位) |          |
| 2008年 |                     | 加藤啓子 oo          |              |              | 鈴木歩 xooo            | (大和)            | 新人 女流      | 1582 (10位) |          |
| 2009年 |                     | 知念かおり oxo       |              |              | 青木喜久代 xooo        | (大和)            | 女流           | 1502 (9位)  |          |
| 2010年 | 梅沢由香里 oo       | 向井千瑛 oo          |              |              | 向井千瑛 ooo           |                   | 優秀 女流      | 1882 (8位)  | 女流三冠 |
| 2011年 | 梅沢由香里 oo       | 向井千瑛 xoo         |              |              | 向井千瑛 xooo 名誉称号 | (ペア)            | 優秀 女流 特別 | 2027 (6位)  | 女流三冠 |
| 2012年 | 青木喜久代 oxx      | 向井千瑛 oo 名誉称号 |              |              | 奥田あや ooo           | (ペア)            | 女流           | 1569 (7位)  |          |
| 2013年 | 青木喜久代 oo       | 奥田あや oo          |              |              | 向井千瑛 xoxox         | (ペア)            |                | 1458 (6位)  | 女流三冠 |
| 2014年 | 青木喜久代 oo       | 加藤啓子 oxo         |              |              |                        |                   |                | 1293 (9位)  |          |
| 2015年 | 小西和子 oo         | 鈴木歩 oo            | 王景怡 x     |              | 藤沢里菜 xxooo         |                   | 女流           | 2109 (5位)  | 女流三冠 |
| 2016年 | 吉原由香里 oo       | 青木喜久代 oxo       | 青木喜久代 o | 向井千瑛 o   | 藤沢里菜 oxxx          |                   | 女流           | 2976 (5位)  | 女流五冠 |
| 2017年 | 牛栄子 oxo 名誉称号 | 藤沢里菜 xx          | 藤沢里菜 xox | 藤沢里菜 x   | 藤沢里菜 oxoxo         |                   |                | 2047 (8位)  | 女流四冠 |
| 2018年 | 上野愛咲美 xx       | [ 注 7 ]             | 藤沢里菜 oxx |              | 藤沢里菜 xxox          |                   |                |             |          |
| 2019年 |                     | 藤沢里菜 oxx         |              | 藤沢里菜 x   |                        |                   |                |             |          |
| 2020年 |                     | （休止）             |              | 上野愛咲美 x |                        | [ 注 8 ]          |                |             |          |
| 2021年 |                     | リーグ 3位           |              |              |                        | (フマキラ ー杯)   |                |             |          |
| 2022年 |                     | リーグ 3位           |              |              |                        |                   |                |             |          |
| 2023年 |                     | リーグ 5位           |              |              |                        |                   |                |             |          |

## 人物
趣味はヒップホップダンスで、イベントなどでも披露している。

## 出演歴

### テレビ
- 情熱大陸（毎日放送、2013年12月8日）